# Портной, Леонид Яковлевич
Леонид Яковлевич Портной (6 ноября 1950, Одесса — 30 августа 2016, Москва) — российский певец и композитор. Наиболее известен в качестве исполнителя песни «Кто создал тебя такую» и других.

## Биография
Родился 6 ноября 1950 года в Одессе в семье музыкантов. Мать — выпускница Киевской консерватории по классу вокала (колоратурное сопрано), отец — преподаватель в школе танцев. 
В 1970-х годах выступал в качестве солиста ВИА «Сверчки», работал при Доме  народного творчества, а позже и при Одесской филармонии. С 1977 года по 2001 год проживал в Америке, выступал в США, Канаде, Германии, Израиле. В 2002 году Портной перебрался в Москву, где окончательно обосновался. В свои последние годы вёл закрытый образ жизни. 
Скончался 30 августа 2016 года на 66-м году жизни в Москве. 

## Дискография
- 1985 — «На пол пути»[6]
- 1987 — «Ночные звёзды»[6]
- 1988 — «Будь со мной»[6]
- 1989 — «А жизнь идёт»[6]
- 1991 — «Симфония любви»[6]
- 1994 — «стоп-кадр»[6]
- 1995 — «Дай мне надежду»[6]
- 1996 — «Сын и дочь»[6]
- 1997 — «Давай разойдёмся»[6]
- 2003 — «Жизнь идёт»[6]
- 2008 — «Кто тебя создал такую»[6]

## Чарты и рейтинги
- Читательский хит-парад «МузОбоза». В раздел «VI. Клип сезона», Леонид Портной попал дважды, заняв две позиции в топ-10. 4 место с клипом «Старый друг» и 7 место с клипом «Сын и дочь»[3].
- Читательский хит-парад «МузОбоза». В раздел «ll. Певец сезона», Леонид Портной попал на 5 строчку в топ-10 чарта[3].
- Читательский хит-парад «МузОбоза». В раздел «Vl. Клип сезона», Леонид Портной попал на 6 строчку в топ-10 чарта с песней «Сын и дочь»[9].

## Звания и награды
- Высший орден общественного признания «Почётный Гражданин России»[8].